# دانشگاه تئاتر و فیلم شوتا روستاولی
دانشگاه تئاتر و فیلم شوتا روستاولی (به لاتین: Shota Rustaveli Theatre and Film University) یک دانشگاه‌ در گرجستان است که در تفلیس واقع شده‌است.

## تاریخچه
نخستین تلاش برای ایجاد یک مدرسه نمایشی در گرجستان مربوط به درام های مدرسه ای در حوزه های علمی تلاوی (1782) و تفلیس (1855) بود که طبق قانون امکان بازی "یک کمدی یا هر نمایش برجسته دیگری در هفته یک بار" وجود داشت. در سال 1880، اساسنامه انجمن دراماتیک برای "برگزاری کلاس های تئاتر و دوره های موقت برای آماده سازی و آموزش هنرمندان" پیش بینی شد.
در سال 1912، لادو مسخیشویلی تلاش کرد تا دوره های نمایشی را تأسیس کند و مقرراتی را تنظیم کند در ادامه در سال 1918، گیورگی جبادری استودیویی را تأسیس کرد و در سال 1922، یک استودیو درام به رهبری A. Pagava تأسیس شد، که طبق قطعنامه شورای کمیسرهای خلق مورخ 10 اکتبر 1922 (پروتکل شماره 31)، اساس "موسسه هنرهای نمایشی" شد. شرکت کنندگان استودیو در سال دوم ثبت نام کردند. ثبت نام تکمیلی برای دوره ها نیز اعلام شد.
در سال 1927، مؤسسه فعالیت خود را متوقف کرد. استودیوهای جدیدی در استودیوی تئاتر روستاولی در سالهای 1927-1935 شکل گرفت که همراه با ساندرو آخمتلی توسط آکاکی واسادزه و بعداً در سالهای 1935-1939 توسط آکاکی خوراوا رهبری شد.
برنامه آموزشی استودیو و سطح متخصصان فارغ التحصیل معادل سایر کالج های مدرن است. این استودیو بازیگرانی را برای تئاترهای باتومی، آبخازیا، اوستیا، چچنو-اینگوشتیا آموزش داده است.
استودیوی تئاتر روستاولی بین سالهای 1927 تا 1939 به 152 بازیگر آموزش داد.
یک استودیو نیز در تئاتر مرجانیشویلی که دی. جانلیدزه در آن کار کرده بود، تأسیس شد.
در سال 1933، A. Paghava "دوره های عالی هنرهای نمایشی" را ساخت. دوره های بازیگری فیلم در "صنعت فیلم دولتی" تأسیس شد.
در 1 سپتامبر 1939، با تصمیم دولت در ابتکار آکاکی خورآوا و آکاکی پاگاوا، موسسه تئاتر توسط تئاتر روستاولی و دیگر استودیوها مجدداً تأسیس شد. رئیس دانشگاه ع. خورآوا و معاون وزیر ع. پاغاوا بودند.
در سال ۱۹۹۲ موسسه تئاتر به موسسه دولتی تئاتر و فیلم تغییر نام داد.در سال ۲۰۰۲ این موسسه به دانشگاه تبدیل شد.